# Deborah Chung

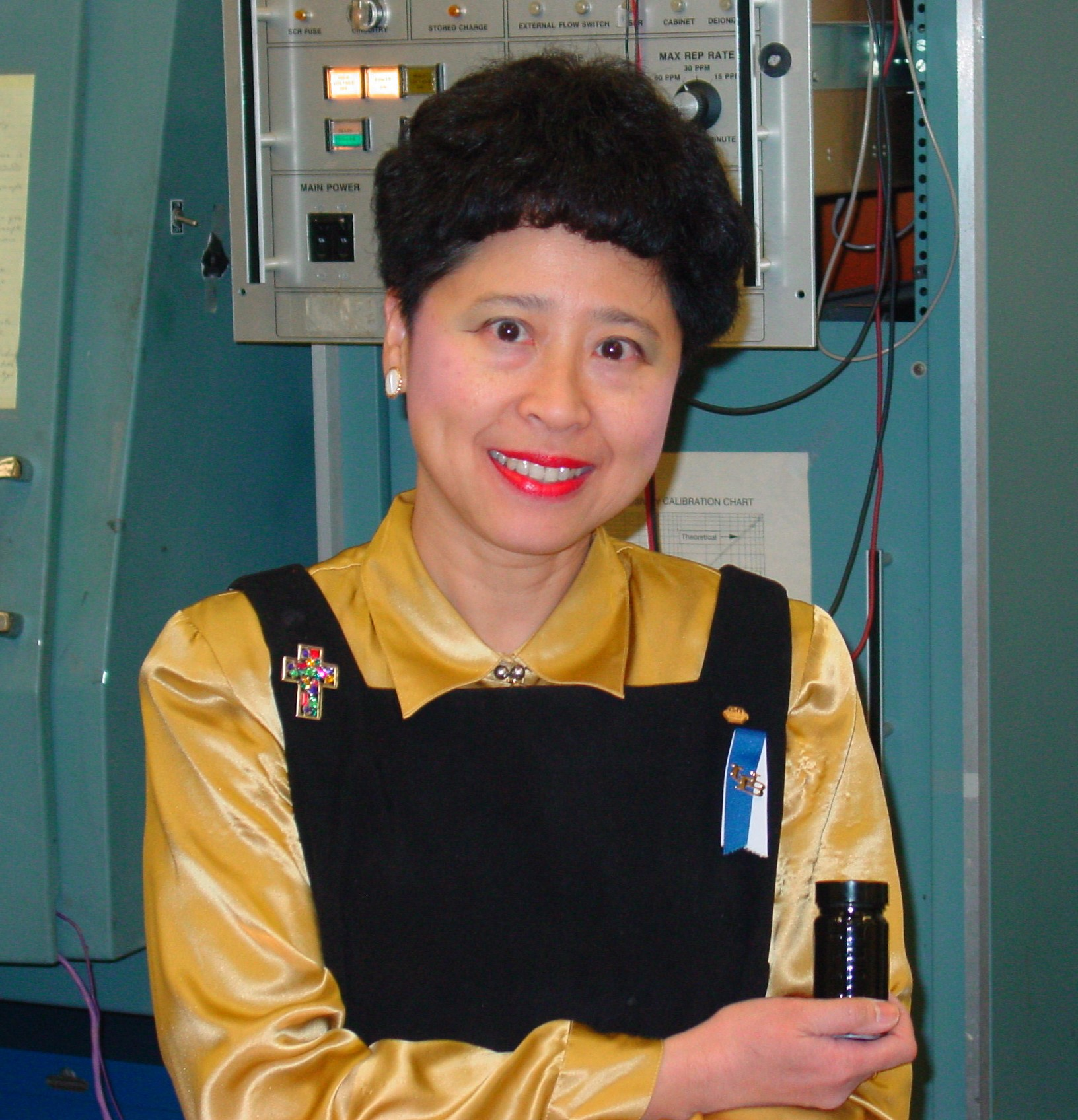
D. D. L. Chung

Deborah Duen Ling Chung (beruflich bekannt als D.D.L. Chung, chinesisch 鍾端玲 oder 黛博拉 • D • L • 钟; * 1952 in Hongkong) ist eine US-amerikanische Materialforscherin.

## Herkunft und Ausbildung
Chung wurde 1952 in Hongkong geboren und wuchs auch dort auf. Ihre Mutter war Rebecca Chan Chung (1920–2011), die im Zweiten Weltkrieg für die Vereinigten Staaten als Sanitäterin bei den Flying Tigers in China diente, ihre Großmutter Lee Sun Chau hatte als eine der ersten Frauen westliche Medizin in China studiert. Deborah Chung veröffentlichte später zusammen mit ihrer Mutter das Buch Piloted to Serve, das deren Kriegserlebnisse schildert.
Deborah Chung besuchte die Ying Wa Girls' School und das King’s College in Hongkong. 1970 zog sie in die Vereinigten Staaten und erwarb einen B.S.  in Engineering and Applied Science und 1973 einen Masterabschluss in Ingenieurwissenschaften am California Institute of Technology (Caltech) bei dem Materialforscher Pol Duwez (1907–1984). Sie war eine der ersten vier Frauen, die einen Bachelor-Abschluss am Caltech erreichten.
Chung promovierte 1977 in Materialforschung am Massachusetts Institute of Technology in Cambridge (Massachusetts).  Ihre Dissertation über  Graphitinterkalationsverbindungen wurde von Mildred Dresselhaus betreut.

## Karriere
1977 ging Chung als Dozentin für Materialwissenschaften und Elektrotechnik an die Carnegie Mellon University in Pittsburgh.
1986 wechselte an die University at Buffalo in New York, wo sie die Leitung des Verbundwerkstoff-Forschungslabors übernahm. 1991 wurde sie auf die Niagara Mohawk Power Corporation-Professur berufen.

## Forschungsschwerpunkte
Schwerpunkt von Deborah Chungs Forschungen sind Verbundwerkstoffe, insbesondere multifunktionale Strukturwerkstoffe, Strukturwerkstoffe für Vibrationsdämpfung und Strukturwerkstoffe für Thermoelektrizität. Chung erfand "smarten Beton", dessen Zustand sich durch elektronische Sensoren unter Ausnutzung des Piezoeffektes überwachen lässt, Nickel-Nanofasern zur Abschirmung elektromagnetischer Störungen und anpassungsfähige Thermoplaste zur Sicherung von Kontakten bei mikroelektronischen Kühlungssystemen. Chungs wissenschaftliche Forschung wird meist finanziert durch Forschungsgelder der US-Bundesregierung.

## Auszeichnungen
- 1980 Robert Lansing Hardy Gold Medal des American Institute of Mining, Metallurgical, and Petroleum Engineers (AIME)[38]
- 1991 Fellow der American Carbon Society[39]
- 1993 Ehrung als "Teacher of the Year" durch die Ingenieursvereinigung Tau Beta Pi[40]
- 1998 Fellow von ASM International[41]
- 2002 Ehrung als Outstanding Inventor durch die State University of New York[42][43]
- 2003 Chancellor's Award for Excellence in Scholarship and Creative Activities der State University of New York[42]
- 2004 Charles E. Petinos Award der American Carbon Society als erste Amerikanerin und als erste Person chinesischer Abstammung[44]
- 2005 Hsun Lee Lecture Award des Instituts für Metall-Forschung der Chinesischen Akademie der Wissenschaften[45]
- 2011 Ehrendoktorwürde der Universität Alicante[46][47][48]
- 2023 Mitglied der American Academy of Arts and Sciences

## Veröffentlichungen
"Researchgate" zählte 2021 rund 760 Publikationen meist in Fachjournalen auf.
Darunter befinden sich folgende Bücher:
- Carbon Materials, World Scientific, 2018, ISBN 978-981-322-190-1
- Carbon Composites, 2nd Edition, Elsevier, 2016, ISBN 978-0-12-804459-9
- Functional Materials: Electrical, Dielectric, Electromagnetic, Optical and …, World Scientific, 2010, ISBN 9789814287159
- Composite Materials: Science and Applications, 2nd Edition, Springer, 2010.[50]

Daneben ist sie Herausgeberin folgender Buchserien:
- The Road to Scientific Success[51]
- Engineering Materials for Technological Needs.[52]

Sie ist Mitherausgeberin und Mitglied der Beiräte einer Vielzahl von Journalen im Bereich Materialwissenschaft (Elektrotechnik, Kohlenstoff, Verbundwerkstoffe).